# Melanie Neef
Melanie Neef (geboren am 26. Mai 1970) ist eine ehemalige britische Sprinterin, die sich auf die 400 Meter spezialisiert hatte. Sie vertrat ihr Land in den 1990er Jahren bei Leichtathletik-Weltmeisterschaften und IAAF-Hallenweltmeisterschaften. Ihre Lebensbestzeit lag bei 51,18 Sekunden.

## Leben und sportliche Karriere
Sie ist die Tochter des deutschen Fußballspielers Gerry Neef, der zu dieser Zeit bei den Glasgow Rangers spielte, und einer Schottin. Sie startete für den Club City of Glasgow.
Ihre erste internationale Medaille errang sie 1991 bei der Sommeruniversiade, wo sie mit der 4-mal-100-Meter-Staffel der britischen Frauen Zweite wurde. Sie gewann mit der 4-mal-400-Meter-Staffel beim Leichtathletik-Europacup 1994 und beim Leichtathletik-Weltcup 1994 Goldmedaillen sowie einen vierten Platz bei den Leichtathletik-Europameisterschaften 1994.
Neef holte beim Europacup 1994 hinter der Russin Svetlana Goncharenko eine Silbermedaille im Einzel. Im folgenden Jahr gewann sie Gold. Sie war Finalistin im Einzel bei den Europameisterschaften 1994 und wurde Sechste für Schottland bei den Commonwealth Games 1994. Ihr letzter internationaler Einzeleinsatz war bei den Leichtathletik-Weltmeisterschaften 1995, wo sie Vierte wurde.
Sie war vierfache nationale Meisterin und gewann 1994 und 1995 bei den AAA-Meisterschaften im Freien den 400-Meter-Titel und bei den AAA-Hallenmeisterschaften 1995 und 1996 den nationalen Hallentitel.